# Język zachodniopoleski
Język zachodniopoleski – mikrojęzyk używany na południowo-zachodniej Białorusi, północno-zachodniej Ukrainie i na wschodnich obrzeżach Polski (głównie na Podlasiu, gdzie określa się go mianem ukraińskich gwar podlaskich oraz na Polesiu Zachodnim). Wykazuje przejściowość pomiędzy językiem białoruskim a ukraińskim.
Język zachodniopoleski nie jest objęty statusem oficjalnym w żadnym z państw, w których jest on używany. Próba stworzenia języka standardowego w latach 90. nie przyniosła żadnych większych sukcesów, a jego użycie sprowadza się głównie do nieformalnej, codziennej komunikacji wśród już nielicznych użytkowników.
Do grup etnicznych używających języka zachodniopoleskiego zalicza się: Poleszuków, Podlaszuków oraz Tutejszych.
Do przykładowych miejscowości w Polsce, gdzie w codziennych kontaktach używa się języka zachodniopoleskiego, należą m.in. Dawidowicze, Moskiewce, Soce, Trześcianka.

## Przykład języka
Wiersz Aljaksandra Irwaneca, Дзякуем перабудове
Батьку, мамо, свето в нас, свето!

Выйшла на нашиjі мовы газэта!

Шэ ны газэта — шэ но бочына,

Алэ зрадніты сыба ны прычына?

Славмо-жэ ріднэньку пырыбудову,

Шо отчынее заганьбляну мову!